# 跨大陸國家列表
跨大陸國家（英語：Transcontinental countries），又稱為洲際國家。「大陸」的定義對特定國家可能不同，除了利用地理關係區隔外，有時會因為政治、經濟及文化標準作區分。如俄羅斯，其歷史重心、人口（72%）、政經活動聚集於歐洲，但其大部分國土（71%）是在亞洲。

## 国家和属地
| 国旗       | 国家       | 首都     | 地理位置 | 貨幣                  | 語言       | 面積（平方公里） | 人口        | GDP（美元） | 人均GDP（美元） | 地圖 |
| ---------- | ---------- | -------- | -------- | --------------------- | ---------- | ---------------- | ----------- | ----------- | --------------- | ---- |
| 埃及       | 埃及       | 開羅     | 北非     | 埃及鎊                | 阿拉伯語   | 1,001,449        | 80,335,036  | 4,356.21亿  | 4,836           | 5    |
| 格鲁吉亚   | 格魯吉亞   | 第比利斯 | 東歐     | 拉里（GEL）           | 格魯吉亞語 | 69,700           | 4,555,911   | 159.84億    | 3,596           |      |
| 阿塞拜疆   | 阿塞拜疆   | 巴庫     | 東歐     | 阿塞拜疆馬納特        | 阿塞拜疆語 | 86,600           | 9,356,500   | 721.82億    | 7,850           |      |
| 希腊       | 希臘       | 雅典     | 南歐     | 歐元（EUR，€）        | 希臘語     | 131,957          | 10,815,197  | 2492.01億   | 22,055          |      |
| 俄罗斯     | 俄罗斯     | 莫斯科   | 東歐     | 俄羅斯盧布（RUB）     | 俄語       | 17,075,200       | 143,400,000 | 20220亿     | 14,247          |      |
| 哈萨克斯坦 | 哈萨克斯坦 | 阿斯塔纳 | 中亚     | 哈萨克斯坦坚戈（KZT） | 哈萨克语   | 2,727,300        | 20,260,000  | 6,540.50亿  | 32,712          |      |
| 土耳其     | 土耳其     | 安卡拉   | 西亚     | 土耳其里拉（TRY）     | 土耳其语   | 783,356          | 83,614,362  | 32,120.72亿 | 8,080           |      |

## 非洲及亞洲

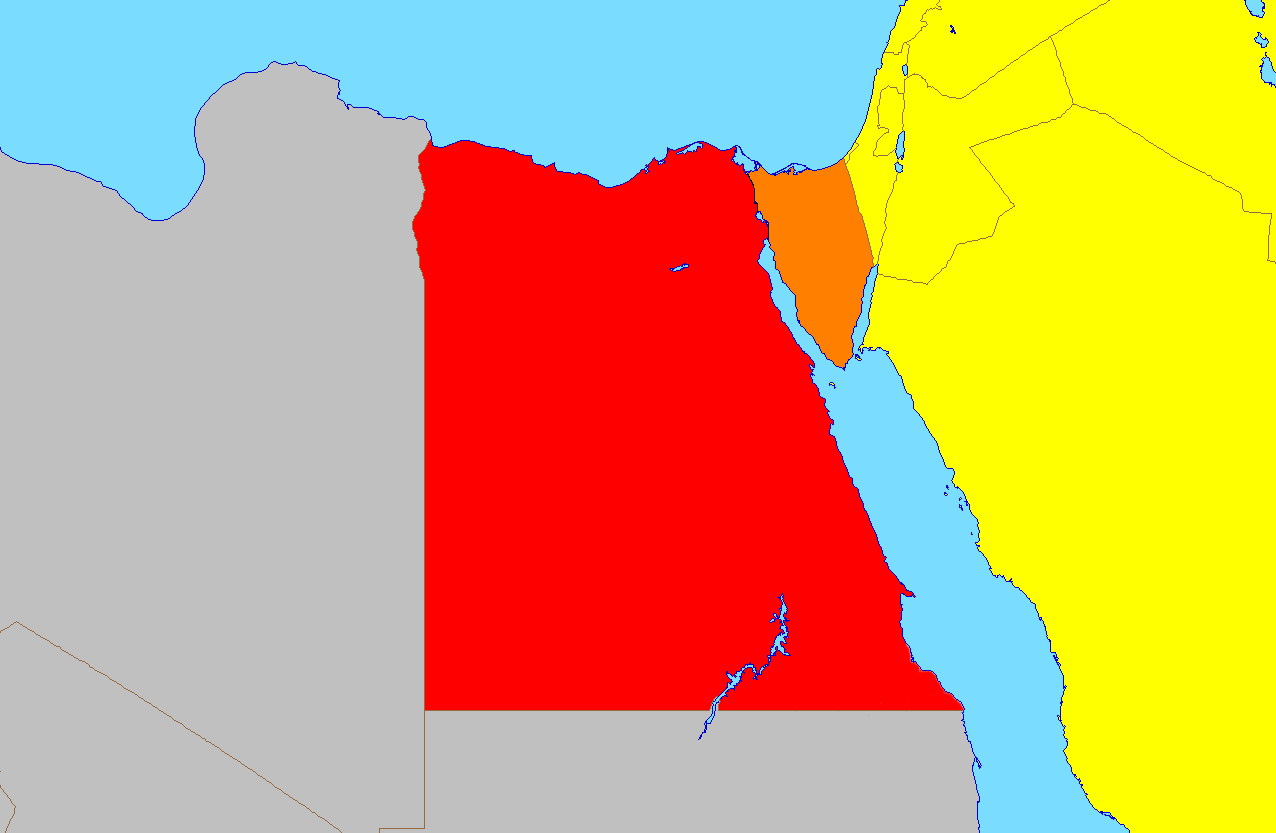
埃及在亞洲的範圍
亞洲其他地方
埃及在非洲的範圍
非洲其他地方

亞洲與非洲的邊界為埃及的蘇伊士運河，以及紅海跟亞丁灣。葉門控制的哈尼什群島及索科特拉島雖然位於非洲，但並不被視為是一個跨洲的國家。

### 亞非地區現存跨大洲（大陸）的國家
| 主權国家 | 所跨大洲             | 首都 | 国旗  | 国徽 | 地圖 | 跨洲行政區 |
| -------- | -------------------- | ---- | ----- | ---- | ---- | ---------- |
| 埃及     | 位於北非以及西亞之間 | 開羅 | boder |      |      |            |

#### 埃及
埃及的兩個省位於亞洲的西奈半島（即南西奈省及北西奈省），其餘27個省包括首都開羅在內皆位在非洲。

## 歐洲及亞洲

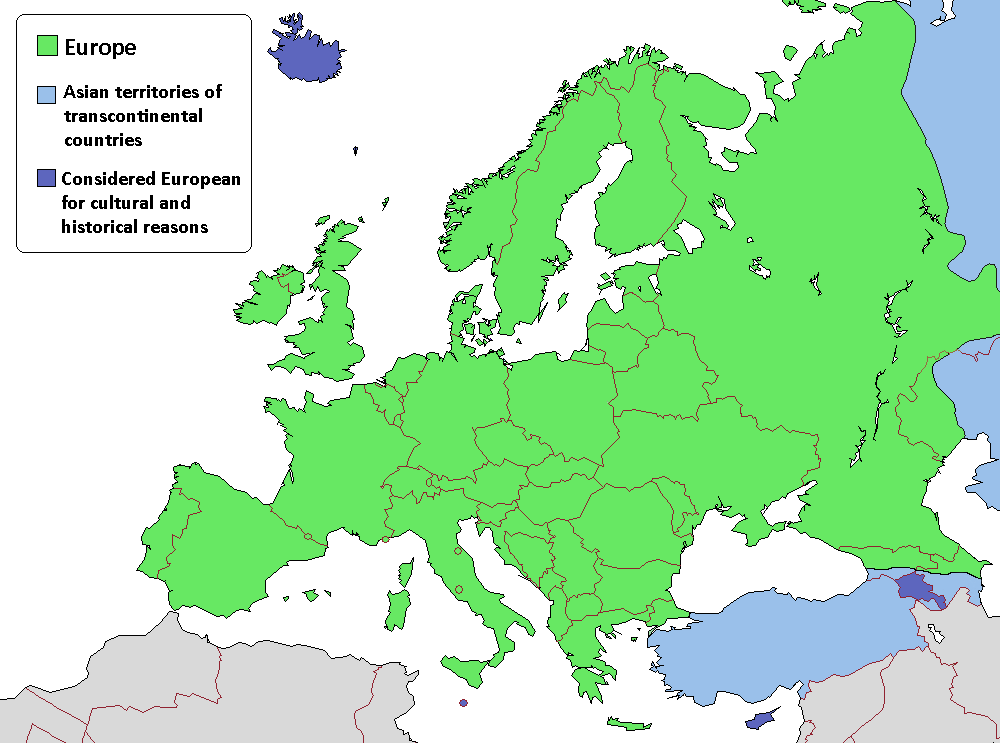
歐洲
橫跨歐亞國家位於亞洲的領土
在歷史和文化上被視為屬於歐洲文明的國家

國家地理學會將乌拉尔山脉（或乌拉尔河）、裏海、高加索山以及黑海定義為歐亞的分界。雖然偶有變動，但是這是最精確的分界。

### 歐亞地區現存跨大洲（大陸）的國家
| 主權国家 | 所跨大洲             | 首都     | 国旗  | 国徽 | 地圖 |
| -------- | -------------------- | -------- | ----- | ---- | ---- |
|          | 位於東歐以及西亞之間 | 巴庫     | boder |      |      |
|          | 位於東歐以及西亞之間 | 第比利斯 | boder |      |      |
| 俄羅斯   | 位於東歐以及北亞之間 | 莫斯科   | boder |      |      |
|          | 位於東歐以及中亞之間 | 阿斯塔納 | boder |      |      |
| 土耳其   | 位於東歐以及西亞之間 | 安卡拉   | boder |      |      |
| 希腊     | 位於西亞及東南歐之間 | 雅典     | boder |      |      |

#### 亞塞拜然
亞塞拜然北部大部分連接高加索山，五個行政區位於歐洲內。基茲區，甚至被分水嶺切開，亞塞拜然是歐洲理事會的會員國。

#### 格魯吉亞
作為一個洲際國家（跨洲國家），格魯吉亞可能會被視為歐洲和亞洲。聯合國及美国中央情報局將格魯吉亞歸為西亞；歐盟將格魯吉亞歸為歐洲。格魯吉亞亦為歐洲理事會的會員國。儘管如此，格魯吉亞各方面的發展低落，遠遜於其他跨歐亞的國家，也不受歐盟及西方國家認同。

#### 哈薩克
哈薩克部分省份位於乌拉尔河西邊，如阿特勞州和西哈薩克斯坦州。阿特勞州的首府阿特勞，被烏拉河切開，是個洲際城市(跨洲國家)。

#### 俄羅斯
俄羅斯被乌拉尔山脉切開。歐俄南方也有極小部分被高加索山切割，因而屬於亞洲。烏拉河畔的奧倫堡被河流切開，為洲際城市(跨洲國家)。

#### 土耳其
土耳其的三個省份完全位在歐洲，恰納卡萊省和伊斯坦堡省則橫跨歐亞。恰納卡萊省的三個行政區位在歐洲，其餘九個行政區則位在亞洲；伊斯坦堡省的十九個區位在歐洲，其餘十二個則在亞洲的安納托利亞，市區在歐洲區的法提赫、艾米諾努、加拉塔、貝伊奧盧等區。

#### 希腊
希腊的几个爱琴海东部岛屿也被视为位於亚洲。

## 歐洲及北美

### 冰島
冰島位於北大西洋上的中洋脊。以純地理的定義來說，冰島會被當作一個橫貫整個大陸的國家；然而，以種族、歷史和文化來說，這個由它從不分裂成個別文化區域的主島明確劃定界線的國家，被算作屬於歐洲。冰島是歐洲議會的正式成員（但不是歐盟的成員，儘管它可以加入）。

### 格陵蘭
格陵蘭今日是丹麥的一部分領土，完全位於北美洲板塊上。雖然它在政治上和歐洲相連、國際上由一個歐洲國家代表（包含在歐洲議會裡），但它有極大自治權。以歷史和種族來說，它的原住民是美洲人，儘管它在文化連結上和許多位於北歐洲、亞洲（今日位於挪威、瑞典、芬蘭和俄國），與北冰洋接壤的亞洲民族有相當相似的文化。格陵蘭是丹麥的部分領土，也曾算在歐盟的領土範圍內，但格陵蘭爭取的自治權使得其目前處在不屬於歐盟的狀態。

## 南美洲及北美洲

### 美洲地區現存跨大洲（大陸）的國家
| 主權国家 | 所跨大洲                 | 首都     | 国旗  | 国徽 | 地圖 |
| -------- | ------------------------ | -------- | ----- | ---- | ---- |
| 巴拿马   | 位於北美洲以及南美洲之間 | 巴拿馬城 | boder |      |      |

#### 巴拿馬
巴拿马位于中美洲，它的东岸是加勒比海，西岸是太平洋，北临哥斯达黎加，南临哥伦比亚。它是连接北美洲和南美洲的地峡。其境內的野生動物多樣性是所有中美洲國家中最高的，並且也是很多北美洲及南美洲野生動物品種的發源地。境內擁有巴拿馬運河。連接大西洋及太平洋的巴拿马运河位於國家的中央，劃分了南北美洲，拥有重要的战略地位。

## 非連續領土

### 歐洲及非洲
- 葡萄牙：马德拉群岛地理位置靠近非洲，但目前為葡萄牙的自治省。
- 西班牙：加那利群島靠近摩洛哥和西撒哈拉，但目前是西班牙的自治區之一。西班牙的两个自治市休达与梅利利亚均位于非洲海岸上，并与摩洛哥接壤。
- 英國：聖海倫娜、阿森松和崔斯坦達庫尼亞
- 法國：馬約特、留尼旺

### 歐洲及亞洲
- 英國：英屬印度洋領地

### 亞洲及非洲
- 葉門：哈尼什群岛及索科特拉岛位於非洲但目前主權皆屬於葉門。

### 亞洲及大洋洲
- 巴布亞新幾內亞：有時被視為亞洲的一部分，但大部份的時候被視為大洋洲國家，有時與印度尼西亞的國界還會被視為亞洲和大洋洲的分際界線。
- 印度尼西亞：紐幾內亞島地理上屬於大洋洲，因此擁有紐幾內亞島西半的印度尼西亞也被視為跨洲國家。

### 歐洲及大洋洲
- 英國：皮特肯群島
- 法國：法屬波利尼西亞、瓦利斯和富圖納、新喀里多尼亞

### 北美洲及大洋洲
- 美國：除了美國本土以外，夏威夷州、美屬薩摩亞關島及北马里亚纳群岛位於大洋洲。

### 南美洲及大洋洲
- 智利：復活節島位於大洋洲。

### 歐洲及北美洲
- 荷蘭：阿魯巴、博奈爾、庫拉索、薩巴、聖尤斯特歇斯、荷屬聖馬丁均位於北美洲的加勒比海
- 英國：百慕達、安圭拉、英屬處女群島、開曼群島、蒙特塞拉特、特克斯和凱科斯群島均位於北美洲的加勒比海
- 法國：圣皮埃尔和密克隆、法属圣马丁、圣巴泰勒米、瓜德罗普、马提尼克均位於北美洲的加勒比海

### 歐洲及南美洲
- 英國：福克兰群岛、南佐治亞及南三文治群島
- 法國：法属圭亚那

### 南美洲及北美洲
- 哥倫比亞：哥倫比亞是個沿加勒比海國家，沿岸不少島嶼在行政上屬於南美洲的哥倫比亞，但在地理劃分上，卻屬於北美洲，這就是哥倫比亞的聖安德烈斯島。這個海島省的全稱是聖安德烈斯·普羅維登西亞省，是哥倫比亞唯一的海島省，位於哥倫比亞的偏西北的加勒比海上。聖省面積不大，只有52平方公里，算上環礁也僅112平方公里，人口也只有七萬多。這個島最早是英國人殖民地，後來轉讓給了西班牙，西班牙又是哥倫比亞的宗主國。因此等到西班牙人撤退後，聖安德烈斯島就在1821年歸還給了哥倫比亞。

### 南極洲
雖然部份國家如英國、法國、澳大利亚、紐西蘭、阿根廷、智利、挪威等聲稱擁有南極洲部份領土主權，但由於以上國家均簽署《南極條約》，條約訂明不會承認任何對南極洲的領土主權，可視為名義上的跨洲國家。

## 外部連結
- Transcontinental states according to World Gazetteer

1. ↑  部分地區在亞洲和非洲的區分上有爭議。
2. ↑  北方部份領土位於歐洲境內。[14]
3. ↑  東北部份領土位於歐洲境內。[14]
4. ↑  儘管大部分领土位於亚洲，但因为其大部分人口和资本均在欧洲，并且与欧洲有着紧密的历史和政治联繫，而且俄罗斯首都莫斯科也在欧洲，所以人们普遍认为俄罗斯是一个欧洲国家。[15]